# Everytime We Touch (album)
Everytime We Touch – debiutancki album niemieckiego zespołu Cascada. Wydano go 21 lutego 2006 roku, ale 10 dni wcześniej był już dostępny w Internecie. Prawdopodobnie w wyniku błędów komputera.

## Lista utworów
1. "Everytime We Touch" (P. Risavy/ M. Reilly/ S. Mackillop) – 3:16
2. "How Do You Do!" (P. Gessle) – 3:15
3. "Bad Boy" (Yann Peifer/ Manuel Reuter) – 3:12
4. "Miracle" (Yann Peifer/ Manuel Reuter) – 3:38
5. "Another You" (Yann Peifer/ Manuel Reuter) – 3:39
6. "Ready for Love" (Yann Peifer/ Manuel Reuter) – 3:23
7. "Can't Stop the Rain" (Allan Eshuijs/ Yann Peifer/ Manuel Reuter) – 3:28
8. "Kids in America" (R. Wilde/ M. Wilde) – 3:00
9. "A Neverending Dream" (A. Kaiser/ M. Uhle) – 3:23
10. "Truly Madly Deeply"  (D. Jones/ D. Hayes) – 4:11
11. "One More Night" (Yann Peifer/ Manuel Reuter) – 3:42
12. "Wouldn't It Be Good" (N. Kershaw) – 3:27
13. "Love Again" (Yann Peifer/ Manuel Reuter) – 3:28
14. "Everytime We Touch" (Yanou's Candlelight Mix) (P. Risavy/ M. Reilly/ S. Mackillop – 3:15

### Wersja brytyjska
Zawiera wszystkie powyższe piosenki oraz:
14. "Truly Madly Deeply" (Slow Version) – 4:11

15. "Everytime We Touch" (Yanou's Candlelight mix) – 3:15

### Wersja japońska
Zaiwera wszystkie 14 piosenek oraz:
15. "Everytime We Touch" (Verana radio edit)

16. "Everytime We Touch" (Rocco vs. Bass-T remis radio edit)

17. "Bad Boy" (Cannon Cracker remix radio edit)

## Historia wydania
| Miejsce           | Data             | Format | Wytwórnia                            |
| ----------------- | ---------------- | ------ | ------------------------------------ |
| Stany Zjednoczone | 21 lutego 2006   | CD     | Robbins Entertainment                |
| Niemcy            | 31 marca 2006    | CD     | Zeitgiest, Zooland                   |
| Niemcy            | 23 lutego 2007   | CD     | Zeitgeist, Zooland                   |
| Niemcy            | 27 kwietnia 2007 | CD     | Zeitgeist, Zooland                   |
| Kanada            | 4 kwietnia 2006  | CD     | Awesome Music, Robbins Entertainment |
| Singapur          | 9 maja 2006      | CD     | EQ Music, Zooland                    |
| Japonia           | 26 kwietnia 2006 | CD     | Pony Canyon, Zooland                 |
| Francja           | 6 listopada 2006 | CD     | M6                                   |
| Wielka Brytania   | 5 marca 2007     | CD     | UMTV/AATW                            |
| Australia         | 11 czerwca 2008  | CD     | Central Station                      |
| Holandia          | 3 maja 2007      | CD     | Universal Music                      |
| Szwecja           | 2006             | CD     | Central Station                      |